# دومينيك فموسا
دومينيك فِموسا (بالإنجليزية: Dominic Fumusa؛ مواليد 13 سبتمبر 1969) ممثل أميركي على المسرح والشاشة لمّع في سلسلة الدراما الكوميدية ممرضة جاكي على شوتايم.

## فيلموغرافيا
| فِلم  | فِلم                          | فِلم             | فِلم                             |
| سنة  | فِلم                          | دور             | ملاحظات                         |
| ---- | ---------------------------- | --------------- | ------------------------------- |
| 2002 | المعلم                       | والدو هيرنانديز |                                 |
| 2005 | ديلبريكير                    | ستيفن           | فِلم قصير من إخراج جوينيث بالترو |
| 2006 | صلاة كلو                     | ماثيو           |                                 |
| 2006 | مشوي                         | رالف            |                                 |
| 2008 | هذه قصة عن تيد واليس         | تيد             |                                 |
| 2009 | إدارة                        | ستان بول        |                                 |
| 2009 | جزيرة ستيتن                  | جيامرينو        |                                 |
| 2010 | هيلينا من الزفاف             | دون             |                                 |
| 2010 | خريف واحد                    | توم شميت        |                                 |
| 2010 | تحت التأثير                  | مدير مدرسة      |                                 |
| 2012 | الولاء                       | كابتن أنجلو     |                                 |
| 2016 | 13 ساعة: جنود بنغازي السريين | جون"تيغ" تيغن   | قيد التصوير                     |

## روابط خارجية
- دومينيك فموسا على موقع IMDb (الإنجليزية)
- دومينيك فموسا على موقع ألو سيني (الفرنسية)
- دومينيك فموسا على موقع أول موفي (الإنجليزية)
- دومينيك فموسا على موقع قاعدة بيانات برودواي على الإنترنت (الإنجليزية)
- دومينيك فموسا على موقع قاعدة بيانات الفيلم (الإنجليزية)
- دومينيك فموسا على موقع كينوبويسك (الروسية)